# Radix auricularia
Espèce
Synonymes
- Lymnaea auricularia

Statut de conservation UICN

 LC  : Préoccupation mineure
Radix auricularia, la limnée auriculaire, est une espèce de mollusques gastéropodes aquatiques, du genre Radix (qui désigne plusieurs espèces de limnées ou lymnées).
Synonyme : Lymnaea auricularia.
R. auricularia se différencie d'autres limnées par une coquille très arrondie et une pointe acérée.

## Description
Dépourvue de branchies, mais possédant un unique poumon, elle doit remonter périodiquement à la surface pour respirer de l'air.
La limnée auriculaire mesure environ entre 2 et 3 cm et vit 2 ans voire plus pour certains spécimens vivant en point froid.

## Distribution
Originaire d'Europe et d'Asie, l'espèce a été introduite en Amérique du Nord.

## Alimentation
Radix auricularia consomme surtout des algues microscopiques, bactéries et autres micro-organismes qui prolifèrent sur les plantes aquatiques.

## Reproduction

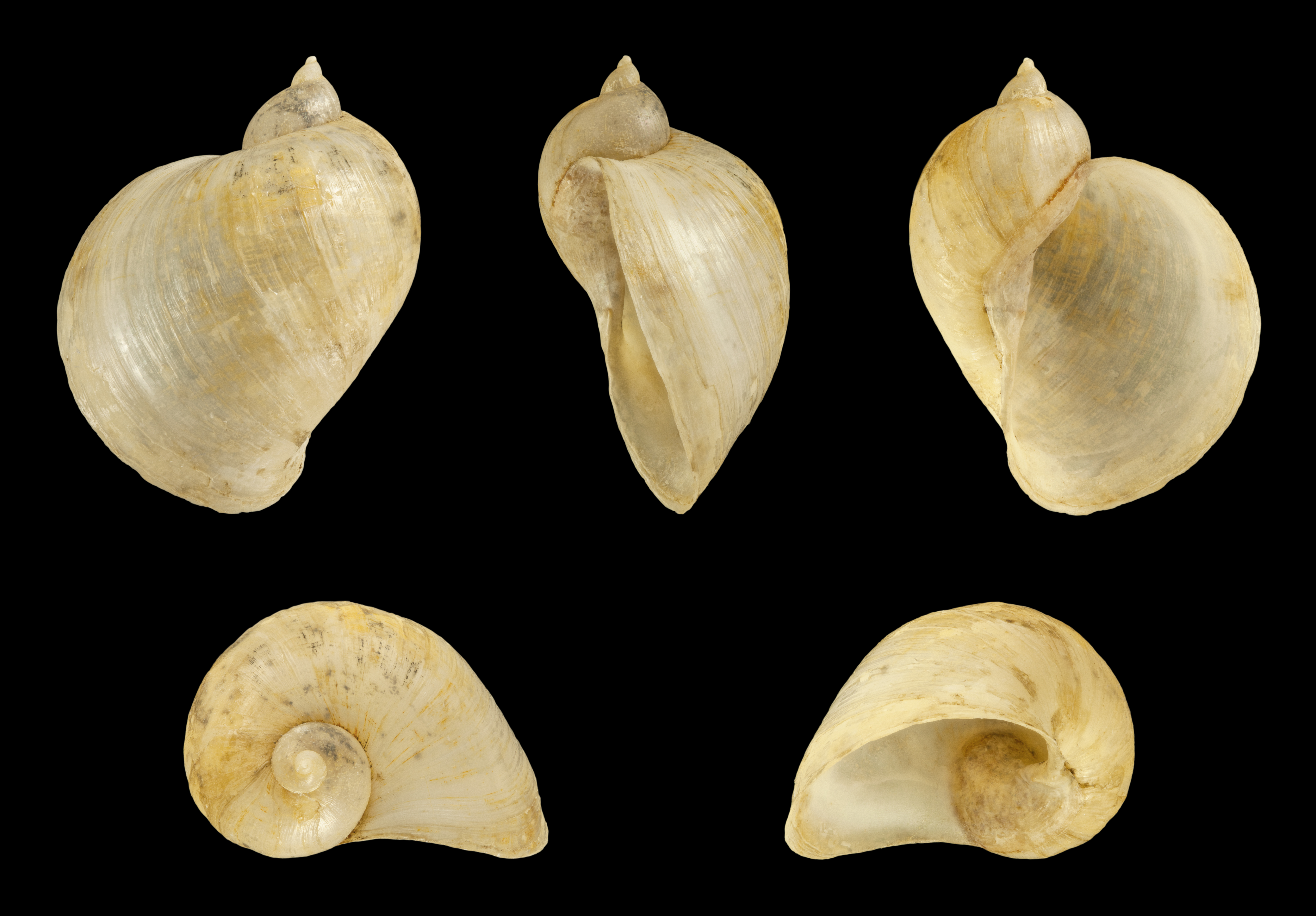
Coquille de Radix auricularia

Environ 15 jours après la ponte, les jeunes limnées brisent la membrane qui les tient encore prisonnières et se dispersent sur le substrat et des plantes où elles grandiront.

## Hôte
Les limnées abritent des parasites, dont un des stades de développement de la grande douve, de la distomatose hépatique, des parasites du genre Trichobilharzia et autres trématodes (dont Fasciola gigantica])

## Confusion
L'espèce ne doit pas être confondues avec d'autres limnées du genre Lymnaea qui sont, selon ITIS :
- Lymnaea atkaensis Dall, 1884
- Lymnaea columella
- Lymnaea emarginata Say
- Lymnaea ovata - Limnée ovale
- Lymnaea palustris
- Lymnaea peregra
- Lymnaea stagnalis (Linnaeus, 1758) - Grande limnée ou lymnée stagnale